# 殺嬰
殺嬰（英語：Infanticide）是指故意殺害嬰兒的行為，這種行為普遍存在於人類歷史中。它常被解釋為一種原始的節育方法，以及擺脫體弱和畸形後代的手段，但更多社會都積極渴望後代，只有在特殊情況下才會使其死亡。 例如，在某些生活條件嚴峻（糧食明顯不足）的情況下，不同文化的人群會將嬰幼兒殺害，甚至將其身體作為食物。 嬰幼兒有時也可能被用於兒童獻祭。
在現代，藉由避孕或墮胎來控制人口，往往會大幅減少殺嬰的頻率。 父母殺嬰有關研究顯示，在現代，母親更有可能殺嬰。 在殺害新生兒的特殊案例（出生後24小時內的謀殺）中，母親幾乎是全部案例的兇手，父親殺害新生兒的案例則相對罕見。

## 歷史
殺嬰普遍出現在所有經過仔細研究的古文化中，包括古希臘、羅馬、印度、中國、日本、阿兹特克。殺嬰的實行有許多方式，有些是把嬰兒獻祭給超自然形象或力量，如在古迦太基，但是許多的社會只僅僅是單純的殺害嬰孩而不是獻祭。這種行為從來沒有徹底的根除並甚至延續至今在部份的極貧窮和過量人口的地區。如印度的某些地區，嬰兒（尤其是女嬰）特別容易受到傷害。
一種常用有久遠歷史的殺嬰方式是單純的遺棄，放著嬰兒讓他曝露野外而死。另一種常被用在嬰兒上的方法是讓他們營養不良造成因意外或疾病而死的風險極遽的提高。在一些文化，這被視為公開並被接受的行動，例如在民國及二戰後中國的農村。但在其它的社會這可能私下進行，伴隨著社會被動的認可。
標準的羅馬社會可視為上述兩種立場的一個例子。在某時期的羅馬社會，傳統上將新生兒帶到一家之長面前，並由他來決定新生兒是留下養大或帶去丟掉。羅馬的十二铜表法要求家長將看得出來有畸形的嬰兒處死。從西元374年開始，歸信基督教的羅馬帝國修改法例，使殺嬰在羅馬法變成是一種可被判死刑的行為，但犯法者幾乎不會被起訴。一個殺嬰的行為描述在羅馬的文本上是在乳房上塗上鴉片膏於是被哺育嬰兒就會在無外傷的情況下死亡。

#### 中國
舊式的中國社會常有溺嬰之舉，古代社会，生产力低下，没有人工節育手段，以致生育的子女太多，家庭养活不了，因此在刚出生时采取溺毙的办法，淘汰劳动力较低的女婴就成为家庭的主要选择。戰國時代韩非子曾说：“父母之于子也，产男则相贺，产女则杀之。此俱出父母之怀妊，然男子受贺，女子杀之者，虑其后便计之长利也。”可见战国时期有溺女婴之風氣。南北朝时期，颜之推说：“吾有疏亲，家饶妓媵，诞育将及，便遣阍竖守之。体有不安，窥窗倚户。若生女者，辄持将去，母随号泣，莫敢救之，使人不忍闻也。”
中國古代朝廷為了減少溺嬰事件，通常透過立法禁止或生產補助方案來遏止溺嬰之風。南宋绍兴年间“诏诸州县乡村五等坊郭七等以下户及无等第贫乏之家，生男女不能养赡者，于常平钱内人支四贯。”雍正二年 (1724年)，雍正帝推行育婴堂，收养遭遗弃的婴儿。
宋朝苏轼稱：“岳鄂间田野小人，例只养二男一女，过此辄杀之，尤讳养女”；“黄州小民，贫者生子多不举，初生便于水盆中浸杀之”。朱熹之父朱松称江西和福建地区甚至有溺殺男嬰事，朱松任政和县尉时，曾作《戒杀子文》。
史料记载着宋朝东南数州的杀嬰风俗盛行。其原因是赋税过重而不举子。
明朝的万历《会稽县志》卷三《风俗》记载当时：“婚姻论财，率破家，乃至生女辄溺之。”万历《续修严州府志》卷二《风俗》说：“近因俗人偷薄，富用多媒，因贫反覆，论财索奁，因嫁破产，遂有背盟之风，有溺女之俗，往往诘告，有玷醇风。”
這種風氣朝廷屢禁不絕，成化年間有福建人周瑛知广德時，“为其州多溺女”，作《戒杀女歌》。广西提学佥事黄佐定訂《泰泉乡礼》，说“凡生女多惧贫难嫁自行淹溺，访出将父母送官惩治如律。近闻有等村民自杀其女，以免费奁饰，此风渐不可长。教读及约正、约副宜早谕之。”
清朝顺治十六年，左都御史魏裔介上折称：“福建、江南、江西等处，甚多溺女之风，忍心灭伦，莫此为甚，请敕严行察禁，以广好生。”雍正六年云南总督朱纲在奏折中说：“臣前任湖南藩司时，闻湖南百姓有溺女之恶俗，随出示晓谕严禁，以为此风已经革除矣。不意昨年由湖南沅州至镇远，今复由镇远过武陵至长沙，每于旅店遇村庄老妪、臣家下人等，问及溺女风俗皆恬然不以为怪，询其忍心害理之由，则云贫苦者目前无力养赡，稍可度日者又虑及日后嫁奁需费，所以女多者于初生时即以勺水毙之，乡风如是。复据云，衡、永、宝、辰、郴、靖等处附近苖猺之区较之长、岳、常各府属溺女更甚。”甚至有知識份子汪士铎推广溺女之法，认为“治民须欲民富，而欲民富，首当行溺女之赏”。
民國成立後溺嬰事時有所聞，朱德在《回忆我的母亲》一文中仍提到溺嬰風俗：“母亲一共生了十三个儿女。因为家境贫穷，无法全部养活，只留下了八个，以后再生下的被迫溺死了。这在母亲心里是多么惨痛悲哀和无可奈何的事情啊！” 进入1980年代后，因医学技术进步，通常用B超在生产前鉴别胎儿性别，以堕胎的方式进行杀婴的情況至今時有所聞。

## 殺嬰的解釋

### 经济原因
許多歷史學家相信原因主要在經濟，多生的小孩超過家庭的準備的資源。但這不能解釋為何殺嬰在貧富中都同樣的發生，還有為何這發生在羅馬帝國的衰亡期和之前較不富裕的時期相比一樣普遍。
《建炎以来系年要录》记载宋朝百姓因赋税过重而不举子。

### 性別選擇
有些地區的人民，認為特定的性別是好的。如在中國、印度等國家，在傳統上是父系社會，認為男孩可以繼承家業，又可從事農業生產，較女孩利於家族發展，因此當女嬰過多時，有時會有殺害嬰兒等情形發生。
《宋会要辑稿》记载宋朝东南数州存在“男多则杀其男，女多则杀其女”的风俗。

### 優生目的
基於優生考量，有些父母親，生出患有先天疾病的嬰兒後，將其遺棄，甚至殺害，其中在產前醫療不普遍的國家，此種現象最為明顯。但目前多數的國家，已經立法保障身心障礙者了，這舉動是違反多數國家法律，等同殺害成人，因此現今人類社會，因優生目的而殺害嬰兒的情況已不多見。較多是產前檢查，檢查出胎兒有異常，給予人工墮胎。

## 嬰兒安樂死
雖然安樂死在現時世上部份國家或地區被獲准執行，但並不包括對患有重病或出生時就已有嚴重缺陷的兒童施行安樂死。直到現在，兒童安樂死依然是一項有爭議的題目，批評者一直都把支持兒童安樂死的行為比照殺嬰。

## 其它物種的殺嬰
除了人类之外，其它物種亦有殺嬰行為。如雄獅、河馬及某些靈長類動物在奪得群體的控制權後，為促使雌性動物再次發情或更好地保留自己的基因，會在族群內進行殺嬰。另外許多物種在環境不適合育幼時也會殺嬰。令人驚訝的據報告指出瓶鼻海豚會藉由擊傷來殺嬰。